# Пай (посёлок)
Пай (карел. Pajusuo, от карел. paju — ива, верба, и карел. suo — болото) — посёлок в Прионежском районе Республики Карелия, административный центр Пайского сельского поселения.

## Общие сведения
Посёлок расположен в 80 км по автодороге к югу от Петрозаводска на границе с Подпорожским районом Ленинградской области. В 1 км на юг от посёлка находится озеро Пайозеро.

## История
В 1930-е годы в Прионежском районе были проведены работы по осушению Сунских болот: «Сарь-болото», «Козья-мох», «Пай-болото». Всего этом районе было осушено 278 га, освоено 205 га. Однако к 1950-м годам окультуренные участки сильно выродились.
Пай начали возводить в 1934 году как посёлок лесозаготовителей. 1 сентября 1935 года в лесном посёлке Пай была открыта начальная школа для 22 детей лесозаготовителей.
В 1941 году жители посёлка были эвакуированы в глубь страны. В 1944 году советско-финская война закончилась. В том же году был создан Пайский леспромхоз треста «Южкареллес». Жители возвращались и уже 1 сентября того же года в Пае снова была открыта начальная школа.
В послевоенные годы, годы четвёртой пятилетки, благодаря лучшей технической оснащённости в лесной промышленности Карело-Финской ССР появились условия для ликвидации сезонности на лесозаготовках. В лесу появились новые рабочие поселки: Пай, Чална, Кепа и десятки других.
В посёлок на заготовку леса приезжали и новые рабочие.

## Население
| 1959 | 1970  | 1979  | 1989  | 2002 | 2009 | 2010 |
| ---- | ----- | ----- | ----- | ---- | ---- | ---- |
| 4275 | ↘1331 | ↘1274 | ↘1071 | ↘729 | ↘528 | ↘498 |
| 2013 |       |       |       |      |      |      |
| ↘453 |       |       |       |      |      |      |

## Достопримечательности
Братская могила 40 неизвестных советских воинов, погибших в годы Великой Отечественной войны. В 1960-м году на могиле установлен обелиск.

## Транспорт
Железнодорожный остановочный пункт Пай расположен на линии Петрозаводск — Лодейное Поле (часть линии Санкт-Петербург — Мурманск). Станция относится к Петрозаводскому отделению Октябрьской железной дороги.
Основная автомобильная дорога идёт от посёлка на север и выходит на автодорогу между посёлками Ладва и Ладва-Ветка.
В двух километрах от посёлка проходит магистральный газопровод «Волхов — Петрозаводск».

## Социальная сфера
В посёлке есть общеобразовательная школа. Детский сад не работает — он был закрыт, когда резко уменьшилось количество детей.
Медицинское обслуживание оказывает фельдшерско-акушерский пункт, ближайшая больница — Ладвинская районная больница.